# UTC+00:30
UTC+00:30 – dawna strefa czasowa, obowiązująca do 1894 roku w Szwajcarii, odpowiadająca czasowi słonecznemu południka 7°26'E (dokładnie UTC+0:29:44).
Od 1 czerwca 1894 roku w Szwajcarii obowiązuje czas UTC+01:00.
Czas UTC+00:30 przyjęty został również przez króla Wielkiej Brytanii Edwarda VII dla wiejskiej posiadłości królewskiej Sandringham House, gdzie obowiązywał do 1936 roku.